# Johnny Rodríguez (Fußballspieler)
Johnny Rodríguez Casal (* 25. September 1973 in Andorra), oder kurz Johnny Rodríguez, ist ein ehemaliger andorranischer Fußballspieler auf der Position eines Verteidigers. Er war zuletzt bei FC Andorra und in der andorranische Fußballnationalmannschaft aktiv.

## Karriere

### Verein
Seine Vereinskarriere begann Rodríguez in seiner andorranischen Heimat, wo er ab dem Jahr 1996 im Kader des Hauptstadtvereins FC Andorra stand. Ob er dem Verein bereits davor angehörte, ist aus den Quellen ebenso nicht ersichtlich wie genaue Daten über die Anzahl seiner Einsätze. Da der Verein im Gegensatz zu den anderen andorranischen Mannschaften nicht in der landeseigenen Primera Divisió, sondern im spanischen Ligasystem vertreten ist, spielte er hier gegen spanische Vereinsmannschaften. In der Saison 1996/97 belegte er, an der Seite von Ildefons Lima, Koldo Álvarez und Óscar Sonejee, am Ende der Spielzeit den 6. Tabellenplatz der drittklassigen Segunda División B. Über den weiteren Verlauf seiner Vereinskarriere bis zum Jahr 2005 findet sich in den Quellen keine Informationen.
Ab der Saison 2005/06 gehörte er dem Kader des Hauptstadtklubs FC Rànger’s an, wo er an der Seite von Justo Ruiz, Francesc Ramírez und Stürmer Gabi Riera die andorranische Meisterschaft gewann. Während das Finale des nationalen Pokals gegen den FC Santa Coloma (5:3 n. E) verloren ging, gewann er mit der Mannschaft im Endspiel um den Supercup gegen selbigen Gegner das Double. Auf internationaler Vereinsebene nahm er mit der Auswahl am UEFA Intertoto Cup 2005 teil, wo sich die Mannschaft aber bereits in der ersten Runde dem Gegner SK Sturm Graz aus Österreich mit 6:1 nach Hin- und Rückspiel deutlich geschlagen geben musste. Ob Rodríguez seine Vereinskarriere nach Ablauf der Saison 2006 beendete, weiterhin im Kader der Rànger’s verblieb und dort ein Jahr später die Meisterschaft gewann oder zu einem anderen Verein wechselte und dort seine Karriere fortführte, ist nicht bekannt. Dennoch war er Teil der erfolgreichsten Mannschaft in der Geschichte des Vereins, denn bis heute konnte dieser nicht mehr an die Erfolge aus jener Zeit anknüpfen.

### Nationalmannschaft
Sein Debüt für die andorranische Fußballnationalmannschaft gab Rodríguez am 13. November 1996, im Freundschaftsspiel unter Trainer Isidre Codina, gegen die Auswahl von Estland (1:6). Es war das erste Länderspiel der La Tricolor überhaupt und Rodríguez gehört, neben 15 weiteren Spielern, zu jenen die erstmals auf internationaler Ebene für das Land aufliefen. Er selbst war dabei, neben Ángel Martín, Jesús Lucendo und Stürmer Juli Sánchez, einer von vier Spielern des FC Andorra, der in die Reihen der Nationalmannschaft berufen wurde. Nur ein Jahr später, am 25. Juni 1997 gegen die Mannschaft aus Lettland, absolvierte er bereits sein letztes Spiel im Trikot der Nationalmannschaft.

### Erfolge
- Andorranischer Meister (1): 2006
- Andorranischer Supercup (1): 2006